# Llista d'esglésies catòliques d'Andorra
| Nom de l'església                      | Població             | Parròquia           | Romànic | Imatge \|                                 |
| -------------------------------------- | -------------------- | ------------------- | ------- | ----------------------------------------- |
| Sant Andreu d'Andorra la Vella         | Andorra la Vella     | Andorra la Vella    | sí      | Sant Andreu d'Andorra la Vella            |
| Sant Andreu del Prat del Campanar      | Arinsal              | La Massana          | sí      | Sant Andreu del Prat del Campanar         |
| Sant Andreu d'Arinsal                  | Arinsal              | La Massana          |         | Sant Antoni d'Arinsal                     |
| Sant Antoni de la Grella               | Sispony              | La Massana          |         | Sant Antoni de la Grella                  |
| Sant Bartomeu de Sant Julià            | Sant Julià de Lòria  | Sant Julià de Lòria |         |                                           |
| Sant Bartomeu de Soldeu                | Soldeu               | Canillo             |         | Sant Bartomeu de Soldeu                   |
| Sant Climent de Pal                    | Pal                  | La Massana          | sí      | Sant Climent de Pal                       |
| Sant Corneli i Sant Cebrià d'Ordino    | Ordino               | Ordino              |         | Sant Corneli d'Ordino                     |
| Sant Cristòfol d'Anyós                 | Anyós                | La Massana          | sí      | Sant Cristòfol d'Anyós                    |
| Sant Ermengol de l'Aldosa              | L'Aldosa             | La Massana          |         | Sant Armengol de l'Aldosa                 |
| Sant Esteve d'Andorra la Vella         | Andorra la Vella     | Andorra la Vella    | sí      | Sant Esteve                               |
| Sant Esteve de Bixessarri              | Bixessarri           | Sant Julià de Lòria |         | Sant Esteve de Bixessarri                 |
| Sant Esteve de Mas d'Alins             | Mas d'Alins          | Sant Julià de Lòria |         | Sant Esteve de Mas d'Alins                |
| Sant Esteve de Juverri                 | Juverri              | Sant Julià de Lòria |         | Sant Esteve de Juverri                    |
| Sant Felip i Sant Jaume dels Cortals   | Els Cortals d'Encamp | Encamp              |         |                                           |
| Sant Iscle i Santa Victòria            | La Massana           | La Massana          |         | Sant Iscle i Santa Victòria de la Massana |
| Sant Jaume dels Cortals                | Els Cortals d'Encamp | Encamp              |         |                                           |
| Sant Jaume de Ransol                   | Ransol               | Canillo             |         |                                           |
| Sant Jaume d'Engordany                 | Engordany            | Escaldes-Engordany  |         | Sant Jaume d'Engordany                    |
| Sant Joan de Caselles                  | Vilar                | Canillo             | sí      | Sant Joan de Caselles                     |
| Sant Joan de Sispony                   | Sispony              | La Massana          |         | Sant Joan de Sispony                      |
| Sant Julià i Sant Germà de Lòria       | Sant Julià de Lòria  | Sant Julià de Lòria |         | Sant Julià i Sant Germà                   |
| Sant Marc i Santa Maria d'Encamp       | Encamp               | Encamp              |         | Sant Marc i Santa Maria                   |
| Sant Martí de la Cortinada             | La Cortinada         | Ordino              |         | Sant Martí de la Cortinada                |
| Sant Martí de Nagol                    | Nagol                | Sant Julià de Lòria |         | Sant Martí de Nagol                       |
| Sant Mateu del Pui                     | Pui d'Olivesa        | Sant Julià de Lòria | sí      |                                           |
| Sant Miquel d'Ansalonga                | Ansalonga            | Ordino              |         | Sant Miquel                               |
| Sant Miquel de la Mosquera             | Encamp               | Encamp              |         | Sant Miquel                               |
| Sant Miquel d'Engolasters              | Engolasters          | Escaldes-Engordany  | sí      | Sant Miquel d'Engolasters                 |
| Sant Miquel de Fontaneda               | Fontaneda            | Sant Julià de Lòria |         |                                           |
| Sant Miquel de Prats                   | Prats                | Canillo             | sí      |                                           |
| Sant Pere d'Aixirivall                 | Aixirivall           | Sant Julià de Lòria |         | Sant Pere d'Aixirivall                    |
| Sant Pere del Serrat                   | El Serrat            | Ordino              |         | Sant Pere del Serrat                      |
| Sant Pere del Tarter                   | El Tarter            | Canillo             |         |                                           |
| Sant Pere del Pas de la Casa           | Pas de la Casa       | Encamp              |         | Sant Pere                                 |
| Sant Pere Màrtir                       | Escaldes             | Escaldes-Engordany  |         | Sant Pere Màrtir                          |
| Sant Roc de Sornàs                     | Sornàs               | Ordino              |         |                                           |
| Sant Iu d'Auvinyà                      | Auvinyà              | Sant Julià de Lòria |         |                                           |
| Sant Romà d'Aubinyà                    | Aubinyà              | Sant Julià de Lòria |         |                                           |
| Sant Romà d'Erts                       | Erts                 | Ordino              |         |                                           |
| Sant Romà de les Bons                  | Les Bons             | Encamp              | sí      | Sant Romà de les Bons                     |
| Sant Romà de Vila                      | Vila                 | Encamp              |         |                                           |
| Sant Romà dels Vilars                  | Els Vilars           | Escaldes-Engordany  |         |                                           |
| Sant Serni de Nagol                    | Nagol                | Sant Julià de Lòria |         | Sant Serni de Nagol                       |
| Sant Serni de Canillo                  | Canillo              | Canillo             |         | Sant Serni de Canillo                     |
| Sant Serni de Llorts                   | Llorts               | Ordino              |         | Sant Serni de Llorts                      |
| Sant Vicenç d'Enclar                   | Santa Coloma         | Andorra la Vella    | sí      |                                           |
| Santa Bàrbara d'Ordino                 | Ordino               | Ordino              |         | Santa Bàrbara                             |
| Santa Coloma                           | Santa Coloma         | Andorra la Vella    | sí      | Santa Coloma                              |
| Santa Creu de Canillo                  | Canillo              | Canillo             |         | Santa Creu                                |
| Santa Eulàlia d'Encamp                 | Encamp               | Encamp              |         | Santa Eulàlia                             |
| Santa Filomena d'Aixovall              | Aixovall             | Sant Julià de Lòria |         | Santa Filomena                            |
| Santa Maria de Meritxell               | Meritxell            | Canillo             |         |                                           |
| Santuari de la Mare de Déu de Canòlic  | Canòlic              | Sant Julià de Lòria | sí      | Santuari de la Mare de Déu de Canòlic     |
| Santuari i Basílica Menor de Meritxell | Meritxell            | Canillo             |         |                                           |